# إلمو (يوتا)
إلمو (بالإنجليزية: Elmo, Utah)‏ هي بلدة تقع بولاية يوتا في الولايات المتحدة. تأسست عام 1908، تبلغ مساحتها 1.6 (كم²)، وترتفع عن سطح البحر 1735 م، بلغ عدد سكانها 418 نسمة في عام 2012 حسب إحصاء مكتب تعداد الولايات المتحدة وتصل الكثافة السكانية فيها 230.9 نسمة/كم2.

## التركيبة السكانية
حدّد مكتب تعداد الولايات المتحدة بيانات التركيبة السكانية لإلمو في تعداد الولايات المتحدة. في ما يلي، التركيبة السكانية حسب تعدادي 2000 و2010.

### تعداد عام 2000
بلغ عدد سكان إلمو 368 نسمة بحسب تعداد عام 2000، وبلغ عدد الأسر 112 أسرة وعدد العائلات 94 عائلة مقيمة في البلدة. في حين سجلت الكثافة السكانية 201.1 نسمة لكل كيلومتر مربع (520.8/ميل2). وبلغ عدد الوحدات السكنية 120 وحدة بمتوسط كثافة قدره 65.6 لكل كيلومتر مربع (169.9/ميل2).
وتوزع التركيب العرقي للبلدة بنسبة 96.74% من البيض و0.27% من الأمريكيين الأفارقة و0.54% من الأمريكيين الأصليين و0.54% من سكان جزر المحيط الهادئ و1.90% من عرقين مختلطين أو أكثر و4.35% من الهسبانيون أو اللاتينيون من أي عرق.
بلغ عدد الأسر 112 أسرة كانت نسبة 44.6% منها لديها أطفال تحت سن الثامنة عشر تعيش معهم، وبلغت نسبة الأزواج القاطنين مع بعضهم البعض 75% من أصل المجموع الكلي للأسر، ونسبة 5.4% من الأسر كان لديها معيلات من الإناث دون وجود شريك،  بينما كانت نسبة 3.6% من الأسر لديها معيلون من الذكور دون وجود شريكة وكانت نسبة 16.1% من غير العائلات. تألفت نسبة 16.1% من أصل جميع الأسر من عدة أفراد يعيشون في نفس المنزل ونسبة 10.7% كانت تتألف من شخص يعيش بمفرده يبلغ من العمر 65 عاماً أو أكثر. وبلغ متوسط حجم الأسرة المعيشية 3.11، أما متوسط حجم العائلات فبلغ 3.43.
بلغ العمر الوسطي للسكان 34.8 عاماً. وكانت نسبة 30.4% من القاطنين تحت سن الثامنة عشر، وكانت نسبة 11.1% بين الثامنة عشر والرابعة والعشرين عاماً، ونسبة 20.4% كانت واقعةً في الفئة العمرية ما بين الخامسة والعشرين والرابعة والأربعين عاماً، ونسبة 20.9% كانت ما بين الخامسة والأربعين والرابعة والستين، ونسبة 11.7% كانت ضمن فئة الخامسة والستين عاماً فما فوق. يوجد لكل 100 أنثى 103.5 ذكر، ويوجد لكل 100 أنثى في الثامنة عشر من عمرها فما فوق 101.7 ذكر.
بلغ متوسط دخل الأسرة في البلدة 33,750 دولارًا، أما متوسط دخل العائلة فبلغ 41,250 دولارًا. وكان متوسط دخل الذكور 45,000 دولارًا مقابل 18,333 دولارًا للإناث. وسجل دخل الفرد الخاص بالبلدة 12,861 دولارًا. وكانت نسبة 9.1% من العائلات ونسبة 11.2% من السكان تحت خط الفقر، وكان من هؤلاء نسبة 21.2% تحت سن الثامنة عشر ونسبة 1.9% في الخامسة والستين من العمر وما فوق.

### تعداد عام 2010
بلغ عدد سكان إلمو 418 نسمة بحسب تعداد عام 2010، وبلغ عدد الأسر 136 أسرة وعدد العائلات 108 عائلة مقيمة في البلدة. في حين سجلت الكثافة السكانية 228.4 نسمة لكل كيلومتر مربع (591.6/ميل2). وبلغ عدد الوحدات السكنية 151 وحدة بمتوسط كثافة قدره 82.5 لكل كيلومتر مربع (213.7/ميل2).
وتوزع التركيب العرقي للبلدة بنسبة 95.69% من البيض و0.72% من الأمريكيين الأفارقة و0.48% من الأمريكيين الأصليين و0.24% من الأمريكيين ذوي الأصول الآسيوية و1.44% من الأعراق الأخرى و1.44% من عرقين مختلطين أو أكثر و4.31% من الهسبانيون أو اللاتينيون من أي عرق.
بلغ عدد الأسر 136 أسرة كانت نسبة 45.6% منها لديها أطفال تحت سن الثامنة عشر تعيش معهم، وبلغت نسبة الأزواج القاطنين مع بعضهم البعض 69.1% من أصل المجموع الكلي للأسر، ونسبة 7.4% من الأسر كان لديها معيلات من الإناث دون وجود شريك،  بينما كانت نسبة 2.9% من الأسر لديها معيلون من الذكور دون وجود شريكة وكانت نسبة 20.6% من غير العائلات. تألفت نسبة 19.1% من أصل جميع الأسر من عدة أفراد يعيشون في نفس المنزل ونسبة 13.2% كانت تتألف من شخص يعيش بمفرده يبلغ من العمر 65 عاماً أو أكثر. وبلغ متوسط حجم الأسرة المعيشية 3.00، أما متوسط حجم العائلات فبلغ 3.45.
بلغ العمر الوسطي للسكان 30.8 عاماً. وكانت نسبة 34.9% من القاطنين تحت سن الثامنة عشر، وكانت نسبة 4.5% بين الثامنة عشر والرابعة والعشرين عاماً، ونسبة 26.8% كانت واقعةً في الفئة العمرية ما بين الخامسة والعشرين والرابعة والأربعين عاماً، ونسبة 22% كانت ما بين الخامسة والأربعين والرابعة والستين، ونسبة 11.7% كانت ضمن فئة الخامسة والستين عاماً فما فوق. وتوزع التركيب الجنسي للسكان بنسبة 52.6% ذكور و47.4% إناث.

## وصلات خارجية
- The US50 - Cities and Towns in Utah State
- Utah Cities and Towns, Facts, Map, Flag, Colleges, Government, and More